# ウインザー競馬場
ウインザー競馬場（Windsor Racecourse）は、イギリスのバークシャー州ウィンザーにある競馬場。イギリスに2つしかない8の字コースの競馬場の1つである。ロイヤルウィンザー競馬場とも呼ばれる。

## 概要
ウインザー競馬場は、テムズ川沿いにあり、テムズ川本流とクルーワーミルストリーム（Clewer Mill Stream）の間にある大きな島を占めている。8の字コースで、1マイル、1m2f（約2000m）、1m3f99y（約2299m）のレースはすべて右回りである。一周距離は1m4f（約2400m）を少し超える程度だが、1970年代後半までは約1m6f（約2800m）であった。6f（約1200m）のコースはほぼ直線コースである。

## 歴史
ウィンザー地域では、ヘンリー8世の時代から競馬とつながりがあるが、1866年までウインザー競馬場ではレースは行われなかった。
1998年12月にナショナルハントレース（障害競走）を廃止し、完全に平地競走に切り替えた。しかし、2000年代半ばにアスコット競馬場が改装をする間、代わりに障害競走を施行するなど、それ以降もナショナルハントレースを開催することもあった。1987年にデイヴィッド・トンプソン（David Thompson）がウインザー競馬場の過半数の株式を取得し、1999年にArena Leisure PLCに売却されるまでトンプソンが会長を務めていた。
2012年10月15日、リチャード・ヒューズ騎手がウインザー競馬場で行われた8レース中7レースを優勝した 。

## 主要なレース
| 月  | 曜日 | レース                       | コース | 格 | 距離(m)            | 競走条件 |
| --- | ---- | ---------------------------- | ------ | -- | ------------------ | -------- |
| 5月 | 月   | ロイヤルウィンザーステークス | 平地   | L  | 1m31y（約1630m）   | 3歳以上  |
| 5月 | 月   | レジャーステークス           | 平地   | L  | 6f12y（約1712m）   | 3歳以上  |
| 7月 | 土   | ミッドサマーステークス       | 平地   | L  | 1m31y（約1631m）   | 3歳以上  |
| 8月 | 土   | オーガストステークス         | 平地   | L  | 1m3f99y（約2299m） | 3歳以上  |
| 8月 | 土   | ウィンターヒルステークス     | 平地   | G3 | 1m2f7y（約2007m）  | 3歳以上  |

## その他
映画ラストオーダー（Last Orders）の撮影地として使われた。
ドラマバーナビー警部のシーズン8のエピソードの1つBantling Boy（闇に下る鉄槌）の撮影地でもある。
2012年ロンドンオリンピックでは、一時的にウインザー競馬場とボートとカヌーの競技会場であるイートン・ドーニー（Dorney Lake）を結ぶ橋がテムズ川につくられた。競馬場は、イートン・ドーニーを行き来する観客の送迎地点として役立った。